# Ејкон
Алијауме Дамала Буга Тиме Пуру Нака Лу Лу Лу Бадара Ејкон Тијам (енгл. Aliaune Damala Bouga Time Puru Nacka Lu Lu Lu Badara Akon Thiam; Сент Луис, 16. април 1973), познат као Ејкон (енгл. Akon), сенегалски и амерички је кантаутор, музички продуцент, предузетник и филантроп. Прославио се са песмом „Locked Up“ са дебитанског албума Trouble.

## Биографија
Рођен је у Сент Луису, а детињство је провео у Сенегалу, коју описује као свој „родни град“. Дете је мајке плесачице и оца перкусионисте Мора Тиама. Ејкон је учио да свира бубњеве, гитару и ђембе. У седмој години са својим родитељима се преселио у Јунион Сити, поделивши своје време између Сједињеним Америчким Државама и Сенегала до насељавања у Њуарку. Одраставши у Њу Џерзију, Ејкон је имао потешкоћа у слагању са другом децом. Када су он и његов старији брат кренули у средњу школу, њихови родитељи су их оставили у Џерзи Ситију, а њихова породица се преселила у Атланту.

## Дискографија
- (2004)
- (2006)
- (2008)
- (2019)
- (2019)